# Istoria aviației

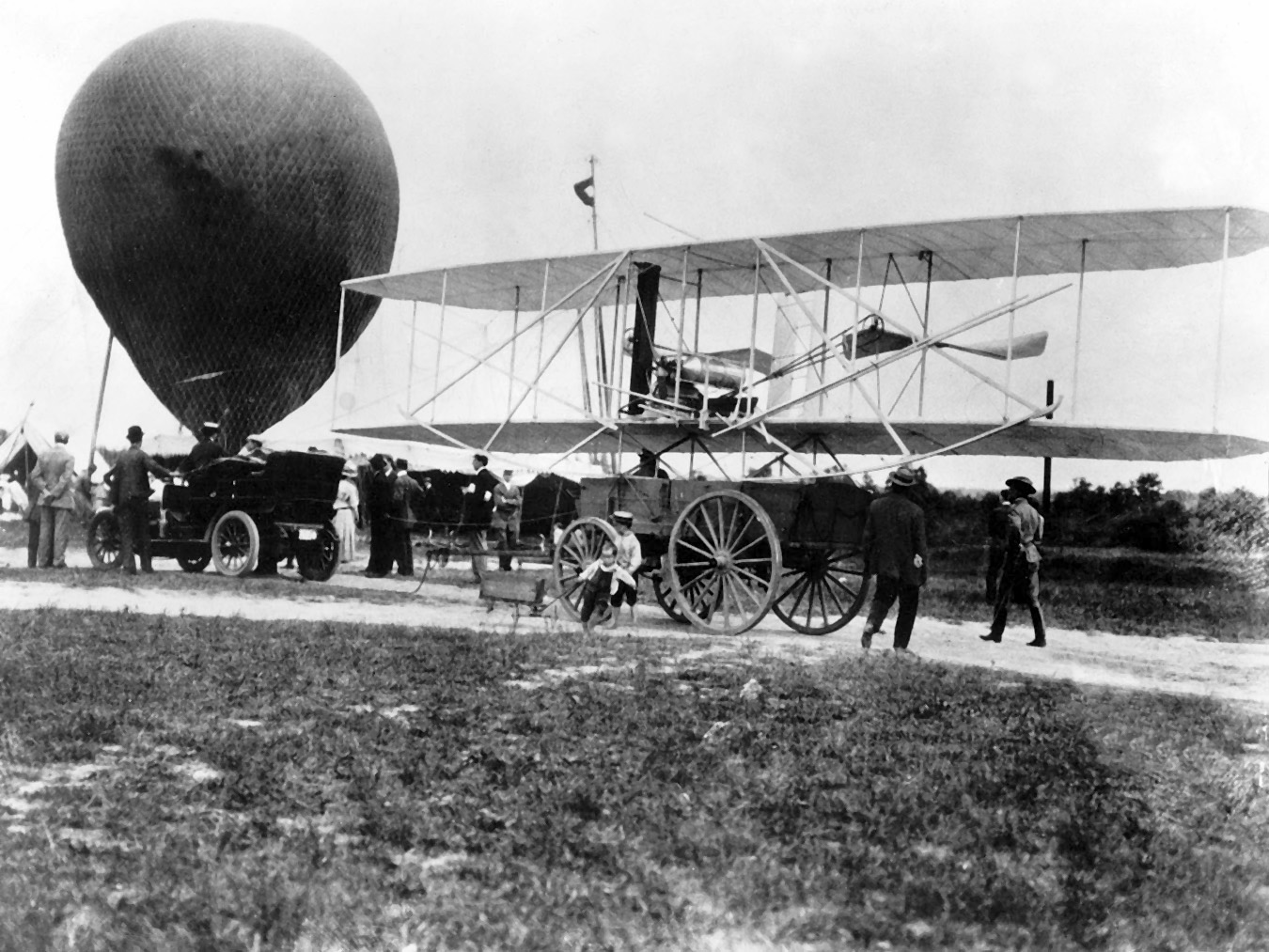
Modelul A al aparatului de zbor al fraților Wright

Istoria aviației are o durată de peste două milenii.
Astfel, cele mai vechi obiecte zburătoare realizate de om pot fi considerate zmeele realizate prin anul 200 î.Hr. în China și cu ajutorul cărora o persoană putea survola teritoriul inamic în timpul confruntărilor armate.
Este cunoscut cazul prințului Yuan Huangtou, care după un astfel de zbor, a supraviețuit dezlegându-se de zmeul care îl purta în zbor.
Aspirația spre zbor a lui Leonardo da Vinci a fost reprezentată prin diverse proiecte ale marelui geniu renascentist, dar nu a reușit să pună nimic în practică.
În perioada cuprinsă între secolul al XVII-lea și al XIX-lea, observațiile asupra atmosferei au condus la realizarea baloanelor cu hidrogen.
Având baza teoretică constituită din dinamica fluidelor și legile lui Newton, ia naștere aerodinamica modernă.
În prima jumătate a secolului al XIX-lea, sunt utilizate baloane cu aer cald pentru a se efectua chiar și acțiuni de luptă, cum este în cazul Războiului Civil American sau al Bătăliei de la Petersburg.
Cuvântul aviație, cu accepția actuală, a fost introdus, în 1863, de către francezul Guillaume Joseph Gabriel de La Landelle (1812-1886), precursor în acest domeniu, in lucrarea "Aviation ou Navigation aérienne".
Abia la începutul secolului XX, experimentele și realizările din domeniul aviatic au dovedit că este posibilă construirea unui aparat de zbor mai greu decât aerul.

## Epoca precursorilor
Această epocă se încheie la începutul secolului XX.
Sunt create tot felul de mașini zburătoare, unele din acestea cu adevărat fanteziste.
Dar către 1800 asistăm la dezvoltarea aerostaticii și la numeroase tentative de zbor planat.

### Mitologie

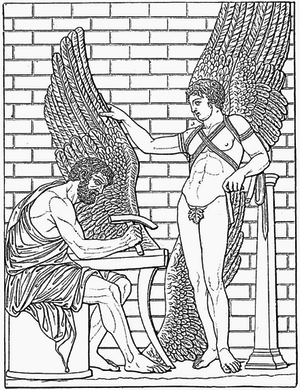
Dedal făurind aripile lui Icar

Dorința omului de a zbura este ilustrată și în literatura mitologică din diverse culturi.
Un exemplu îl constituie mitul lui Icar care și-a construit aripi din pene și ceară. De asemenea în Ramayana, prin termenul Vimana sunt evocate palate și mașini zburătoare. Un aparat de zbor straniu, asemănător unei nave cosmice, este descris și în Biblie, în Cartea lui Ezechiel.

### Grecia antică
Învățatul latin Aulus Gellius prezintă încercarea matematicianului grec Archytas, (428–347 î.Hr.) de a construi un mic aparat de zbor de forma unei păsări propulsate de un jet de aburi.

### Extremul Orient

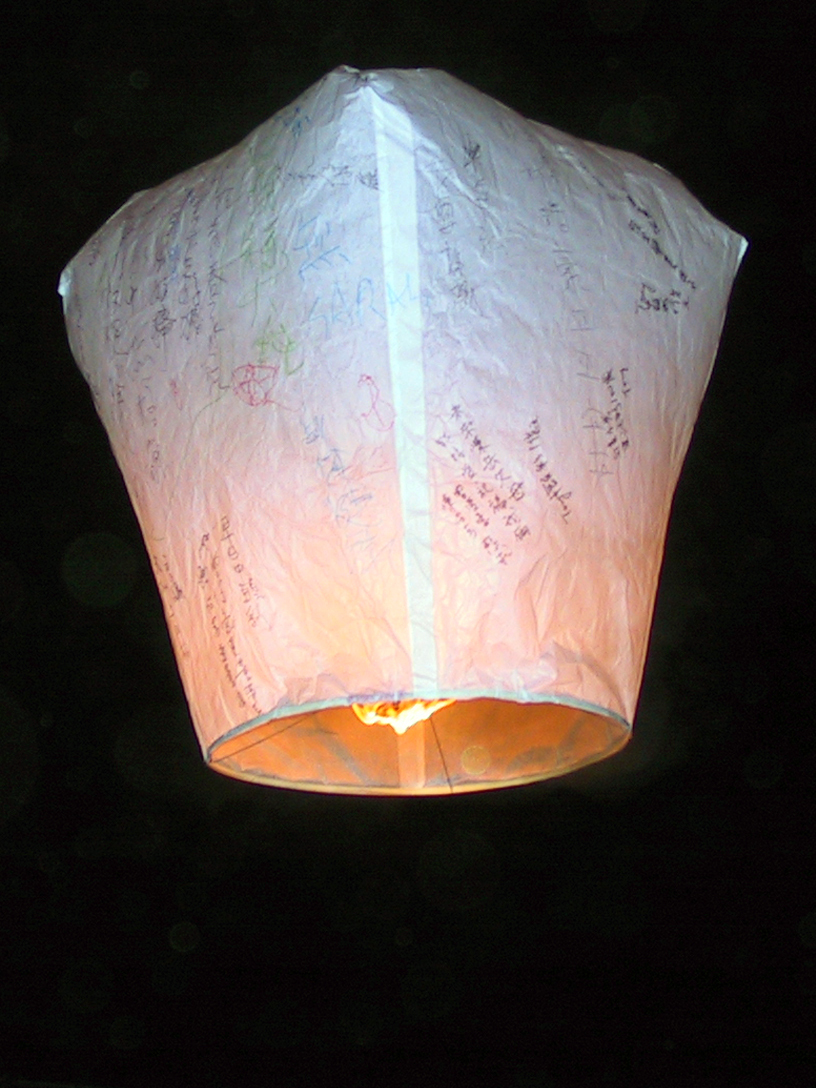
Lanternă zburătoare

Lui Zhuge Liang (180–234 d.Hr.) i se atribuie construirea primelor lanterne zburătoare, un fel de precursori ai baloanelor cu aer cald.
Aveau forma unei pungi din hârtie cu deschizătura în jos, în care se afla un felinar ce încălzea aerul din interior.
Pe timp de război, acestea erau destinate spre a speria inamicul.
Ulterior, aceste lanterne s-au extins, dar mai mult pentru manifestări religioase, în niciun caz pentru un zbor uman.
În jurul anului 400 î.Hr. apăreau un fel de vehicule zburătoare cu elice (elicopter de bambus, sau în japoneză: taketonbo 竹とんぼ).
Acestea au fost reconsiderate, două milenii mai târziu de către George Cayley.
Yuan Huangtou, fiul împăratului Yuan Lang, reușește să construiască un fel de zmeu de dimensiuni suficient de mari astfel încât să îl poarte în zbor lansându-se de pe un turn.

### Europa medievală

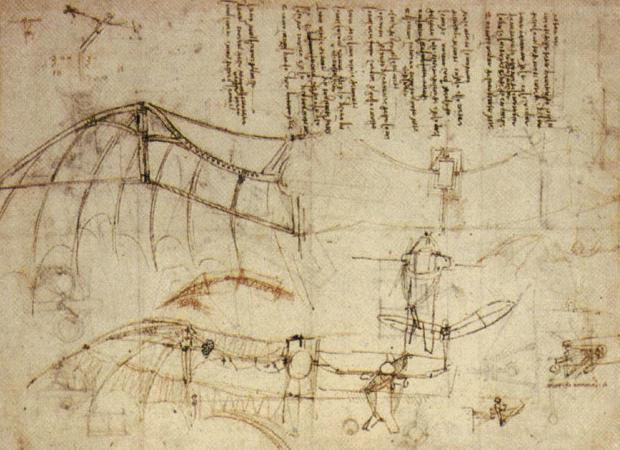
Aripa aparatului de zbor proiectat de Leonardo da Vinci

În secolul al IX-lea, savantul arab Abbas Ibn Firnas construiește un planor cu care survolează dealul Jabal al-'arus.
Încercând să revină la locul de plecare, se prăbușește rănindu-se.
De aici ajunge la concluzia că aparatul de zbor trebuia să fie prevăzut și cu coadă, ce ar fi avut rol în menținerea echilibrului și stabilizarea direcției.
Între anul 1.000 și 1010, călugărul benedictin Eilmer of Malmesbury reușește să planeze cam la 200 de metri, dar și acesta suferă un accident.

### De la Renaștere la secolul al XVIII-lea
În 1488 Leonardo da Vinci desenează un fel de planor la care partea interioară a aripilor era fixată, iar la vârfurile lor era prevăzut cu niște părți reglabile.
Abia în secolul al XX-lea s-a construit un prototip după acest proiect.
În 1647, inventatorul italian Tito Livio Burattini, invitat la curtea regelui polon Vladislav al IV-lea, construiește un aparat de zbor cu patru aripi cu care, în anul următor, reușește să facă o pisică să se înalțe deasupra solului, dar nu și pe el însuși.
Aceasta este considerat cel mai elaborat planor care să fie construit până în secolul al XIX-lea.
Dragonul său zburător a fost unul dintre cele mai sofisticate aparate de zbor construite până în secolul al XIX-lea.
Toate proiectele de mașini de zbor ale lui Leonardo aveau ca parte principală sisteme de aripi prin a căror mișcare se asigura portanța.
Mai mult, Robert Hooke a dovedit în 1655 imposibilitatea zborului uman fără aparat propulsat de motor.
În 1670 Francesco Lana de Terzi a publicat o lucrare care sugerează că este posibil zborul cu dispozitive mai ușoare decât aerul.
A construit un aparat de zbor care conținea niște sfere de cupru în care s-a creat vacuum, dar încercarea s-a soldat cu eșec deoarece presiunea aerului atmosferic avea să deterioreze sferele.

### Secolul al XVIII-lea
În 1709, Bartolomeu de Gusmão înaintează o petiție regelui Ioan al V-lea al Portugaliei, în care solicita ajutor financiar pentru un aparat de zbor, care însă nu a fost testat niciodată.
Totuși reușește să construiască un balon cu aer cald cu care zboară la 8 august 1709.
În 1738 Daniel Bernoulli formulează principiul conservării energiei în cazul fluidelor, care avea să îi poarte numele (ecuația lui Bernoulli), care exprimă interdependența dintre presiunea și viteza în fluid și care avea să devină una din bazele teoretice ale mecanicii zborului.
La 21 noiembrie 1783, Pilatre de Rozier și Marquis d'Arlandes părăsesc Parisul la bordul unui balon similar creat de frații Montgolfier, fiind primul zbor cu echipaj uman și înregistrat de documente.
În același an, la 1 decembrie, Jacques Charles construiește primul balon cu hidrogen.
Prima femeie în zbor este considerată contesa de Montalembert, care a survolat Parisul în balon pe data de 20 mai 1784.

### Secolul al XIX-lea
Unul dintre precursorii teoriei aerodinamicii a fost fizicianul britanic George Cayley, care, la începutul secolului al XIX-lea, formulează principiile de bază ale acestei discipline.
Astfel, susține că pentru realizarea zborului trebuie învinse greutatea și forța de rezistență aerodinamică, iar aripile aparatului de zbor nu trebuie neapărat să fie batante ca ale păsărilor, ci să mențină echilibrul și stabilitatea acestuia.
Pentru lansarea aparatelor de zbor, propune utilizarea planului înclinat.
Bazat pe lucrările lui Français Launoy, Cayley construiește în 1796 un tip de elicopter, ca în 1808 să realizeze un ornitopter, iar în anul următor un planor care însă zboară fără om la bord.
William Samuel Henson și John Stringfellow, reluând lucrările lui Cayley, construiesc un aparat de zbor cu motor cu abur dar se dovedește a fi prea greu pentru a decola.
În 1861 sunt utilizate baloane în timpul Războiului Civil American.

## Primele aparate mai grele decât aerul

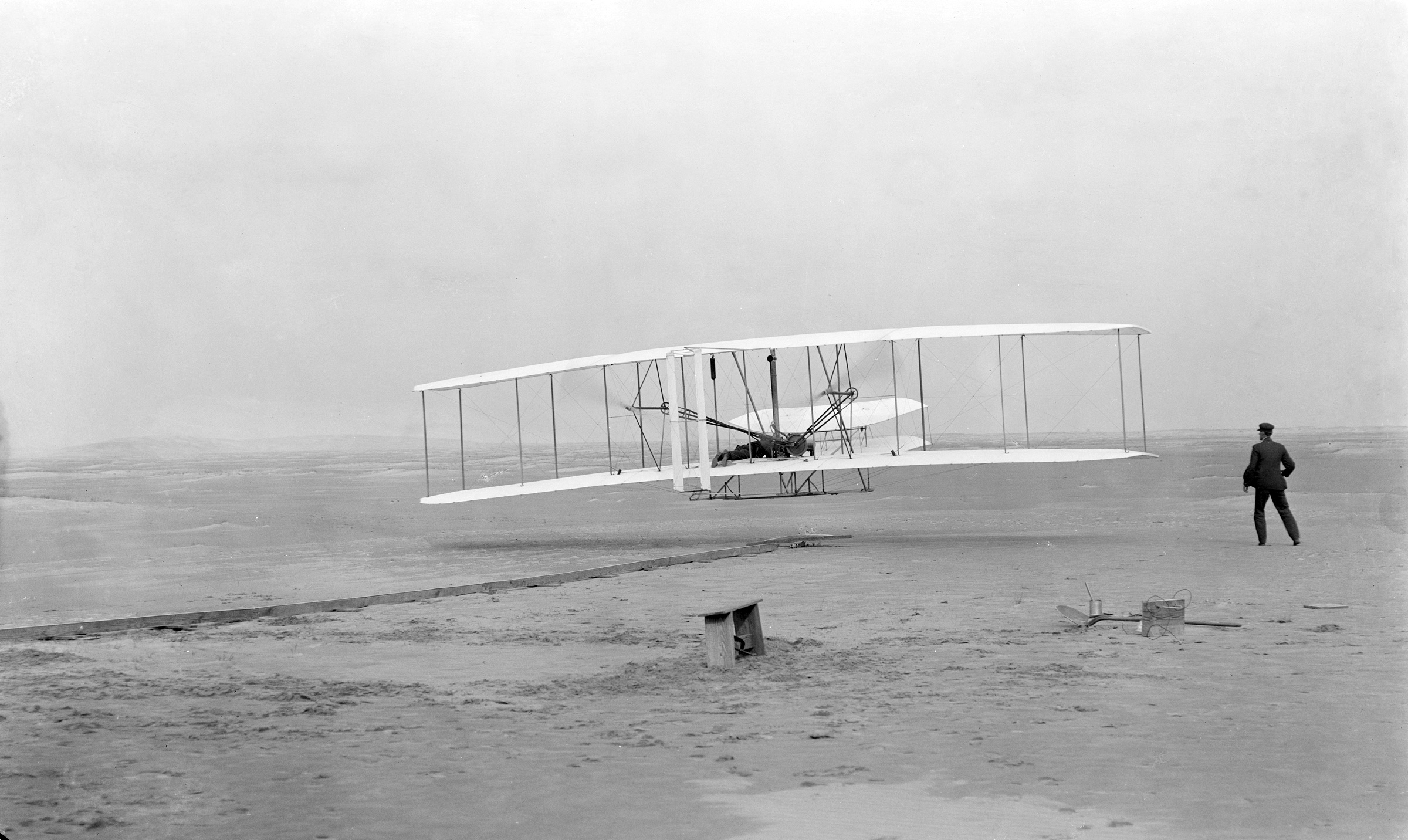
Primul zbor motorizat al fraților Wright (17 decembrie 1903)

În 1874 Gustav Wilhelm von Achenbach proiectează un aeroplan cu elice.
Otto Lilienthal realizează o serie de planoare cu care, în perioada 1891 - 1896, realizează o serie de zboruri în vecinătatea Berlinului.
Deltaplanul realizat de el a încheiat cu succes mai multe zboruri.
Dar acesta nu avea un sistem de control al direcției, Lilienthal fiind nevoit să își balanseze trunchiul pentru a ghida planorul într-o anumită direcție.
La 6 mai 1896, Samuel Pierpont Langley lansează un planor care zboară aproape un kilometru și ajunge la o înălțime de circa 30 de metri.
La 2 octombrie 1899, Percy Pilcher își pierde viața la 32 de ani în urma unui accident cu deltaplanul.
În 1900, inspirați de lucrările lui Lilienthal, Frații Wright experimentează zborul cu planorul. În conformitate cu Institutul Smithsonian și Federația Aeronautică Internațională (FAI), ei au realizat primul zbor controlat de la bord (pilotat) cu un aparat mai greu decât aerul, la Kill Devil Hills, la patru mile sud de Kitty Hawk, Carolina de Nord, la 17 decembrie 1903. Sunt primii care au zburat cu un avion și anume la 17 decembrie 1903, conform propriilor marturii fara insa a prezenta nici un fel de dovezi. Pina in anul 1908 fratii Wright au refuzat in mod constant sa-si prezinte avioanele sau sa zboare cu ele in public.
La începutul anului 1901 și în 1902, Gustav Whitehead reușește două zboruri la bordul unui mic monoplan echipat cu un mic motor, ambele proiectate de el însuși.
Dar din nefericire, acesta nu a fotografiat evenimentul și de aceea nu există o dovadă sigură.
Alte încercări de zbor fuseseră efectuate și de Félix du Temple în 1874, de Alexandr Mojaiski în 1884 și de Clément Ader în 1897, dar nu au o confirmare precisă în documentele epocii.
Pe data de 18 martie 1906, Traian Vuia devine primul om din lume care a zburat cu un aparat mai greu decât aerul (avionul Vuia 1).
Jacob Ellehammer zboară în circuit închis 42 m la înălțimea de 50 cm pe data de 12 septembrie 1906.
Alberto Santos-Dumont, după mai multe zboruri cu balonul si un zbor cu martori de 4–7 m la inaltimea de 50–70 cm efectuat pe 13 septembrie 1906, pe 23 octombrie 1906 la Paris realizează celebrul său zbor cu avionul 14-bis (Quatorze-bis), care este considerat primul zbor atestat cu un aparat mai greu decât aerul.
O altă realizare a lui Santos-Dumont o constituie primul record mondial recunoscut de Federația Aeronautică Internațională și anume parcurgerea în zbor a 220 metri în 21,5 secunde, record realizat la 12 noiembrie 1906.
Prima traversare a Atlanticului a fost reușită de aviatorii britanici John Alcock și Arthur Brown în iunie 1919.
Dar cea care a intrat în istorie este cea a lui Charles Lindbergh din 1927.

## Primul Război Mondial
La numai puțini ani de la apariția primelor avioane, în Primul Război Mondial, pe câmpul de luptă este introdusă o nouă armă, avionul militar, și astfel se trece rapid la producții de mare serie.
Unele tipuri sunt construite în mii de exemplare, piloții devin profesioniști, dar cu toate acestea nu dispare spiritul de aventură specific unei perioade de inovații continue.
Concurența dintre marile puteri conduce la instituirea mai multor concursuri tematice, printre primele fiind cel de aeroplane militare de la Reims din octombrie și noiembrie 1911, unde concurează constructorii francezi și britanici.
Această competiție viza obținerea unor comenzi tot mai mari pentru export.
La 5 octombrie 1914, în vecinătatea orașului Reims, un avion german este doborât de unul francez, aceasta fiind prima luptă aeriană din istorie.
Din acest moment, duelurile aeriene se multiplică, fapt la care contribuie și dezvoltarea mitralierei sincronizate.
Aviatorii încep să fie considerați cavaleri ai aerului, unii dintre aceștia fiind eroi celebri prin victoriile repurtate.
Astfel, germanul Manfred von Richthofen, cunoscut și ca Baronul roșu, a doborât 80 de avioane inamice, iar pentru francezul René Paul Fonck numărul de avioane doborâte este 75.
Cei mai mari producători de avioane din această perioadă sunt: Franța, Regatul Unit, Germania și Italia.

## Perioada interbelică

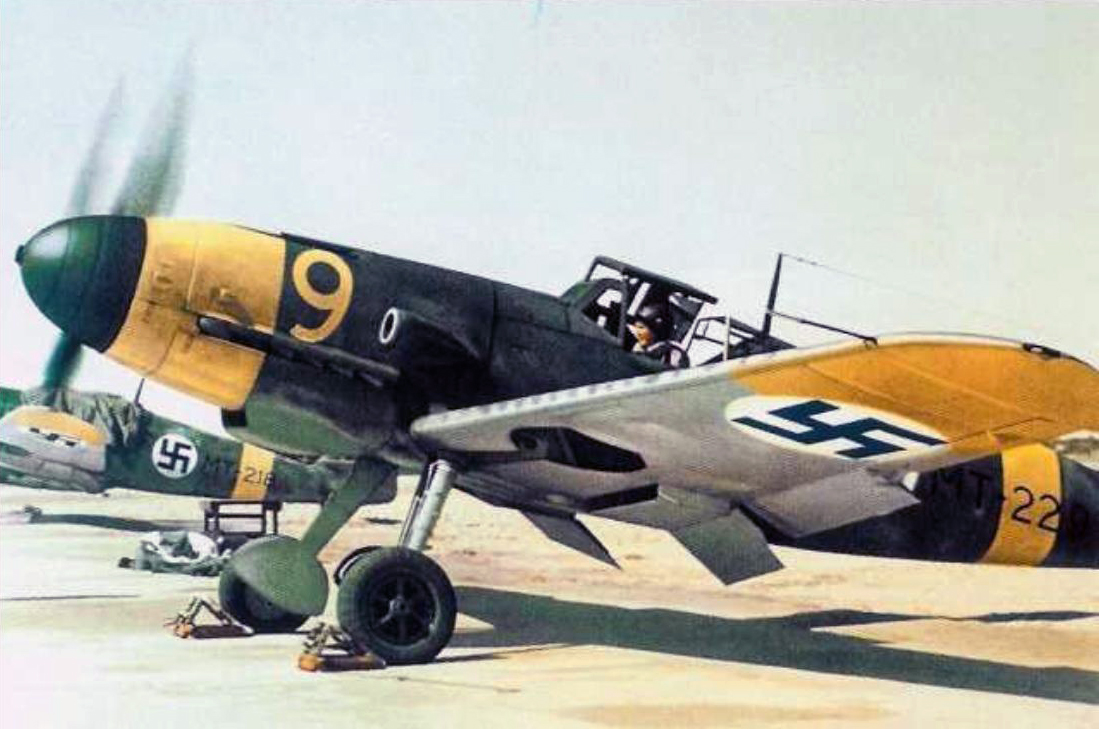
Avionul de vânătoare Messerschmitt Bf 109

În perioada imediat următoare Primului Război Mondial asistăm la o dezvoltare fără precedent a aparatelor de zbor (Epoca de aur a aviației).
Are loc o reconversie a foștilor piloți militari și astfel se dezvoltă aviația comercială și poștală.
În 1919, la 8 februarie, este inaugurată prima legătură comercială între Marea Britanie și Franța.
În 1939 (26 aprilie) este înregistrat un record de viteză (755,138 km/h), atins de celebrul Messerschmitt Bf 109, unul dintre cele mai moderne avioane de vânătoare din acea epocă.

## Al Doilea Război Mondial
În al Doilea Război Mondial, aviația este utilizată pe câmpul de luptă pe scară largă.
Asistăm la apogeul epocii avioanelor cu elice și motor cu ardere internă, ca apoi să fie înlocuite de avioanele cu motor cu reacție și radar.

## A doua jumătate a secolului XX
Ca și la începutul perioadei interbelice, începutul perioadei postbelice este marcat de un surplus de aparate de zbor.
Debutează transportul comercial regulat, capabil să învingă dificultățile atmosferice și climatice și să practice chiar zborul fără vizibilitate.
Dezvoltarea motorului cu reacție conduce la apariția avioanelor de linie supersonice.

## Secolul XXI
În prezent, cel mai mare avion de pasageri din lume este un Airbus A380, cu o capacitate de circa 800 de pasageri, iar cel mai mare avion de marfă este un Antonov An-225, care poate ridica 700 de tone.

## În România
Realizările lui Aurel Vlaicu, Traian Vuia și Henri Coandă au determinat nașterea aviației românești simultan cu cea mondială.
În 1906 Traian Vuia reușește primul zbor autopropulsat cu un aparat de zbor mai greu decât aerul.
Aurel Vlaicu realizează un avion sub forma mai multor modele (Vlaicu I, Vlaicu II) cu care, în 1912 câștigă cinci premii memorabile la un miting aerian din Aspern, Austria.
Henri Coandă, descoperitor al efectului care îi poartă numele (Efectul Coandă), realizează în 1910 primul avion cu propulsie reactivă (avion cu reacție).
În cel de-al Doilea Război Mondial, armata română era dotată cu avioane realizate de Industria Aeronautică Română și la care au contribuit și proiectele lui Elie Carafoli.
Astfel, la începutul răzbiului, România avea în dotare 276 avioane de luptă.